# Oya
Oya ist ein türkischer weiblicher Vorname mit der Bedeutung „Häkelspitze“, „Zierspitze“, der auch als Familienname vorkommt.

## Verbreitung
Der Name kommt in Deutschland seit 2010 hin und wieder in der Namensgebung vor. Auch in der Schweiz wird er eher selten vergeben. Dort tragen 69 Personen diesen Namen (Stand 2023). In Österreich wurde der Name in den Jahren 1993, 2011 und 2014 jeweils ein Mal vergeben. In Dänemark taucht Oya seit Anfang der 1990er Jahre sporadisch in den Hitlisten auf. Der Name ist in Frankreich seit 1978 anzutreffen, jedoch gilt er auch dort als ein seltener Vorname. In den USA wird er seit 2017 regelmäßig gewählt, aber in einem geringen Volumen, und zwar etwa 40 Mal.

## Namensträger

### Vorname
- Oya Aydoğan (1957–2016), türkische Schauspielerin
- Oya Baydar (* 1940), türkische Schriftstellerin und Journalistin

### Familienname
- Berkun Oya (* 1977), türkischer Theaterschriftsteller und Regisseur